# Lasaeola atopa
Lasaeola atopa är en spindelart som först beskrevs av Chamberlin 1948.  Lasaeola atopa ingår i släktet Lasaeola och familjen klotspindlar. Inga underarter finns listade i Catalogue of Life.